# Hustlers
Hustlers is een Amerikaans misdaaddrama uit 2019 geregisseerd en geschreven door Lorene Scafaria. Het verhaal is gebaseerd op het artikel "The Hustlers at Scores" van Jessica Pressler dat in 2015 werd gepubliceerd in The New York Times. De hoofdrollen worden vertolkt door Constance Wu, Jennifer Lopez, Julia Stiles, Keke Palmer, Lili Reinhart, Lizzo en Cardi B. De film ging tijdens het Internationaal filmfestival van Toronto op 7 september 2019 in première en ontving lovende kritieken.

## Verhaal
De twee vrouwelijke strippers Destiny en Ramona uit New York gaan een hechte vriendschap aan, in een sjieke stripclub die met name rijke bankiers trekt. Wanneer de bankencrisis van 2008 heeft toegeslagen, en de stripclub flink minder geld oplevert, vormen de beide strippers met twee anderen een pact om geld te stelen van zakenmannen tijdens de financiële crisis in 2008. Door middel van het drogeren en hun charmes lukt het hen om creditcards te bemachtigen en bankrekeningen leeg te halen. Wanneer de dames uiteindelijk tegen de lamp lopen, en Destiny Ramona verlinkt in ruil voor strafvermindering, zodat Destiny haar jonge dochter kan zien opgroeien, blijkt de innige vriendschapsband tussen Destiny en Ramona zelfs dáár tegen bestand.

## Rolverdeling
| Acteur         | Personage       |
| -------------- | --------------- |
| Constance Wu   | Dorothy/Destiny |
| Jennifer Lopez | Ramona Vega     |
| Julia Stiles   | Elizabeth       |
| Keke Palmer    | Mercedes        |
| Lili Reinhart  | Annabelle       |
| Lizzo          | Liz             |
| Cardi B        | Diamond         |
| Mercedes Ruehl | Mama            |

## Productie

### Opnames
De opnames gingen van start op 22 maart 2019 in New York en eindigden op 3 mei 2019.

### Ontvangst
De film ontvangt zeer positieve kritieken op zowel Rotten Tomatoes waar het 88% goede reviews ontving, gebaseerd op 233 beoordelingen, als op Metacritic, waar de film werd beoordeeld met een metascore van 79/100, gebaseerd op 42 critici.